# Garland Wilson

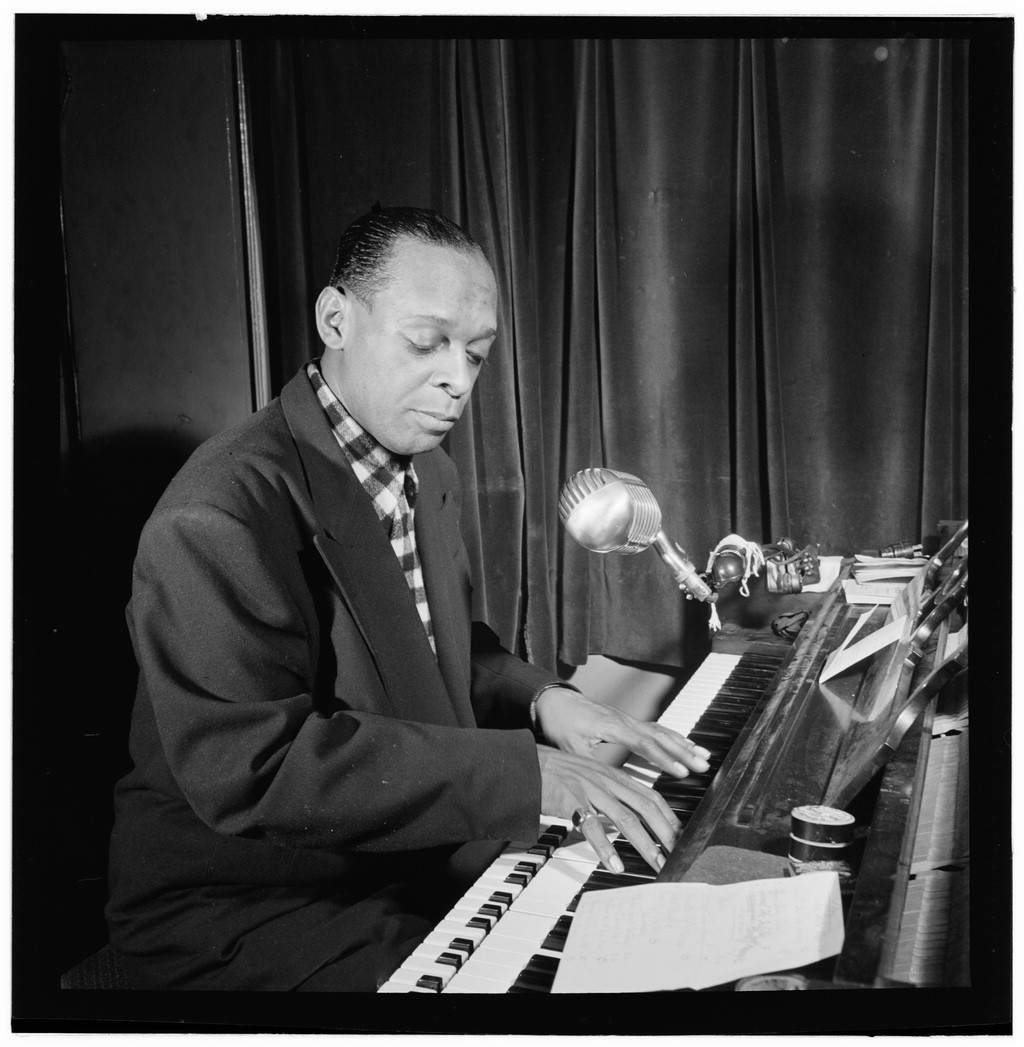
Garland Wilson in den 1940er Jahren.
Fotografie von William P. Gottlieb.

Garland Lorenzo Wilson (* 13. Juni 1909 in Martinsburg, West Virginia; † 31. Mai 1954 in Paris) war ein US-amerikanischer Pianist des Boogie Woogie und Stride Piano.

## Biographie
Garland Wilson studierte an der Howard University in Washington, D.C. und arbeitete in den 1930er Jahren in Nachtclubs von New York City. 1932 begleitete Wilson die Sängerin Nina Mae McKinney bei einer Europatournee. Wilson arbeitete in dieser Zeit auch in England mit verschiedenen Bands und spielte einige Schallplatten mit Nat Gonella und mit Jack Payne ein.
In Paris entstanden 1935 Aufnahmen mit dem französischen Sänger Jean Sablon und dem Gitarristen Django Reinhardt; außerdem nahm er Schallplatten mit Michel Warlop auf („Limehouse Blues“). 1939 kehrte er in die Vereinigten Staaten zurück, wo er bis 1951 blieb und dann endgültig nach London (1952/3) und dann nach Paris zog. In diesem Jahr entstanden auch Aufnahmen mit Danny Polo, Herman Chittison, Emmanuel Soudieux und Nina Mae McKinney.
Bekannte Titel von ihm waren „Bei Mir Bist Du Schoen“, „Memories of You“ und „Rockin' Chair“, die auf Okeh erschienen waren. Kompositionen von ihm waren „Blues En Si Bemol“, „The Blues Got Me“, „The Way Feel“ und „You Rascal You“.
Die Karriere des Produzenten John Hammond begann 1931 mit Aufnahmen von Garland Wilson für Columbia Records.

## Diskographische Hinweise
- Garland Wilson 1931-1938 (Classics) mit Michel Warlop, Nina Mae McKinney
- Jazz In Paris: Harlem Piano in Montmartre (Verve, 1951)
- Mae Barnes: Fun With Mae Barnes (Atlantic)